# Phoenicopterus minutus
Phoenicopterus minutus je izumrla prapovijesna vrsta ptice iz reda plamenaca. Živjela je u razdoblju kasnog pleistocena. Obitavala je diljem današnje Kalifornije u SAD-u, gdje su nađeni njezini fosilni ostaci. O njoj nije poznato puno podataka.